# Afrika-Meisterschaften im Straßenradsport 2018
Die 13. Afrika-Meisterschaften im Straßenradsport 2018 (African Continental Road Championships 2018) wurden vom 13. bis 18. Februar 2018 in Kigali, der Hauptstadt von Ruanda, ausgetragen.
Die Teilnehmer starteten jeweils in den Nationalmannschaften ihrer Heimatländer. Mit allein zehn Goldmedaillen bei elf Wettbewerben dominierte die Mannschaft aus Eritrea diese kontinentalen Meisterschaften.
Die französische Sportministerin Laura Flessel-Colovic wohnte den Rennen bei und gab den Startschuss zum Straßenrennen der Frauen.

## Resultate

### Männer
| Disziplin                     | Platz | Land     | Athlet                                                                   |
| ----------------------------- | ----- | -------- | ------------------------------------------------------------------------ |
| Straßenrennen (180 km)        | 1     | Eritrea  | Amanuel Gebreigzabhier                                                   |
|                               | 2     | Eritrea  | Metkel Eyob                                                              |
|                               | 3     | Algerien | Azzedine Lagab                                                           |
| Einzelzeitfahren (40 km)      | 1     | Eritrea  | Mekseb Debesay                                                           |
|                               | 2     | Ruanda   | Jean Bosco Nsengimana                                                    |
|                               | 3     | Ruanda   | Joseph Areruya                                                           |
| Mannschaftszeitfahren (40 km) | 1     | Eritrea  | Mekseb Debesay Amanuel Gebreigzabhier Metkel Eyob Saymon Musie           |
|                               | 2     | Ruanda   | Adrien Niyonshuti Valens Ndayisenga Jean Bosco Nsengimana Joseph Areruya |
|                               | 3     | Algerien | Azzedine Lagab Youcef Reguigui Abderrahmane Mansouri Islam Mansouri      |

### Frauen
| Disziplin                     | Platz | Land      | Athletin                                                                            |
| ----------------------------- | ----- | --------- | ----------------------------------------------------------------------------------- |
| Straßenrennen (84 km)         | 1     | Eritrea   | Bisrat Ghebremeskel                                                                 |
|                               | 2     | Äthiopien | Tsega Beyene                                                                        |
|                               | 3     | Eritrea   | Mossana Debesay                                                                     |
| Einzelzeitfahren (40 km)      | 1     | Eritrea   | Mossana Debesay                                                                     |
|                               | 2     | Äthiopien | Selam Amha                                                                          |
|                               | 3     | Eritrea   | Eyeru Tesfoam Gebru                                                                 |
| Mannschaftszeitfahren (40 km) | 1     | Äthiopien | Eyeru Tesfoam Gebru Selam Amha Tsega Beyene Eyerusalem Kelil                        |
|                               | 2     | Eritrea   | Mossana Debesay Wehazit Kidane Tighisti Ghebrihiwet Bisrat Ghebremeskel             |
|                               | 3     | Ruanda    | Jeanne D’arc Girubuntu Beatha Ingabire Magnifique Manizabayo Jacqueline Tuyishimire |

### Junioren
| Disziplin                       | Platz | Land     | Athlet                                                                  |
| ------------------------------- | ----- | -------- | ----------------------------------------------------------------------- |
| Straßenrennen (72 km)           | 1     | Eritrea  | Biniam Girmay                                                           |
|                                 | 2     | Eritrea  | Tomas Yosief                                                            |
|                                 | 3     | Algerien | Hager Mesfin                                                            |
| Einzelzeitfahren (18,6 km)      | 1     | Eritrea  | Biniam Girmay                                                           |
|                                 | 2     | Ruanda   | Yves Nkurunziza                                                         |
|                                 | 3     | Eritrea  | Natan Medhanie                                                          |
| Mannschaftszeitfahren (18,6 km) | 1     | Eritrea  | Biniam Girmay Tomas Goytom Hager Andemaryam Natan Medhanie              |
|                                 | 2     | Ruanda   | Eric Habimana Yves Nkurunziza Barnabé Gahemba Jean Claude Nzafashwanayo |
|                                 | 3     | Namibia  | Charl Du Plooy Alex Miller Schalk van der Merwe Dieter Koen             |

### Juniorinnen
| Disziplin                       | Platz | Land      | Athletin                                                                              |  |
| ------------------------------- | ----- | --------- | ------------------------------------------------------------------------------------- |  |
| Straßenrennen (60 km)           | 1     | Eritrea   | Desiet Kidane                                                                         |  |
|                                 | 2     | Äthiopien | Furtuna Kasahun                                                                       |  |
|                                 | 3     | Äthiopien | Zayid Hailu                                                                           |  |
| Einzelzeitfahren (18,6 km)      | 1     | Eritrea   | Desiet Kidane                                                                         |  |
|                                 | 2     | Äthiopien | Kasahun Tsadkan Gebremedhn                                                            |  |
|                                 | 3     | Äthiopien | Zayid Hailu                                                                           |  |
| Mannschaftszeitfahren (18,6 km) | 1     | Ruanda    | Samantha Mushimiyimana Violette Irakoze Neza Valantine Nzayisenga Jeanette Manishimwe |  |
|                                 | 2     | Burundi   | Yvonne Iradukunda Goreth Niyubuntu Charlene Habonimana                                |  |

## Medaillenspiegel
| Rang  | Land      | Gold | Silber | Bronze | Gesamt |
| ----- | --------- | ---- | ------ | ------ | ------ |
| 1     | Eritrea   | 10   | 3      | 3      | 16     |
| 2     | Äthiopien | 1    | 4      | 3      | 8      |
| 3     | Ruanda    | 1    | 4      | 2      | 7      |
| 4     | Burundi   | 0    | 1      | 0      | 1      |
| 5     | Algerien  | 0    | 0      | 2      | 2      |
| 6     | Namibia   | 0    | 0      | 1      | 1      |
| Total | Total     | 12   | 12     | 11     | 35     |